# Look Now
Look Now è il 30° album in studio del cantautore Elvis Costello e della sua band The Imposters, pubblicato nel 2018. 

## Storia
È il suo primo album in studio in cinque anni. Costello ha scritto e prodotto la maggior parte dell'album stesso, con l'aiuto in coproduzione di Sebastian Krys, che è stato Latin Grammy Producer of the Year nel 2007 e nel 2015. Ha co-scritto un nuovo brano con Carole King ("Burnt Sugar Is So Bitter" ) e ha lavorato con Burt Bacharach in altre tre canzoni.
Costello ha detto a NPR che è il "disco pop up uptown con un po' di spavalderia" che ha voluto fare per 20 anni.. Hanno intitolato l'album uno dei loro migliori nuovi album della settimana durante la settimana di pubblicazione.

## Tracce
1. Under Lime – 5:35
2. Don't Look Now – 2:28
3. Burnt Sugar Is So Bitter – 4:16
4. Stripping Paper – 3:52
5. Unwanted Number – 3:33
6. I Let the Sun Go Down – 4:26
7. Mr. and Mrs. Hush – 3:46
8. Photographs Can Lie – 3:38
9. Dishonor the Stars – 3:18
10. Suspect My Tears – 4:49
11. Why Won't Heaven Help Me? – 3:22
12. He's Given Me Things – 4:11